# Eremus lincangensis
Eremus lincangensis is een rechtvleugelig insect uit de familie Gryllacrididae. De wetenschappelijke naam van deze soort werd voor het eerst geldig gepubliceerd in 2020 door Yang, Jing en Bian.